# Tullbergia quadrispina
Tullbergia quadrispina är en urinsektsart som först beskrevs av Börner 1901.  Tullbergia quadrispina ingår i släktet Tullbergia och familjen Tullbergiidae. Inga underarter finns listade i Catalogue of Life.